# 824 هـ
824 هـ هي سنة في التقويم الهجري امتدت مقابلةً في التقويم الميلادي بين سنتي 1421 و1422.

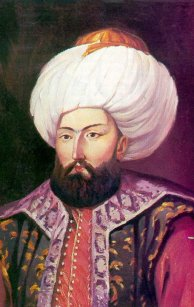
محمد الأول العثماني

## مواليد
- زكريا الأنصاري

## وفيات
- ططر الجركسي
- محمد الأول العثماني
- المستكفي بالله الثالث
- المعتضد بالله الثالث
- جلال الدين البلقيني